# Javier Castañeda Pomposo
Javier Julián Castañeda Pomposo es un político  mexicano, ha sido regidor, diputado local, diputado federal y funcionario de gobierno de Baja California y de Tijuana
Ha ocupado los cargos de regidor del XIV Ayuntamiento de Tijuana, siendo presidente municipal Héctor Osuna Jaime también fue diputado local en la XV Legislatura del Estado de Baja California, diputado federal por el IV Distrito Electoral Federal de Baja California a la LVIII Legislatura de 2000 a 2003, posteriormente fue secretario de Desarrollo Social de Baja California en el gobierno de Eugenio Elorduy Walther, cargo al que renunció para ser precandidato a Presidente Municipal de Tijuana en las elecciones de 2007. Fue Secretario de Desarrollo Social en el XIX Ayuntamiento con el presidente municipal Jorge Ramos Hernández, renunció en el 2010 para ser nuevamente precandidato a Presidente Municipal de Tijuana.
Tiene una licenciatura en Psicología y fue educado en el Centro de Enseñanza Técnica y Superior.
Actualmente es diputado federal por el distrito 6 de Baja California por el Partido Encuentro Social (2018-2021)